# مخ العجل

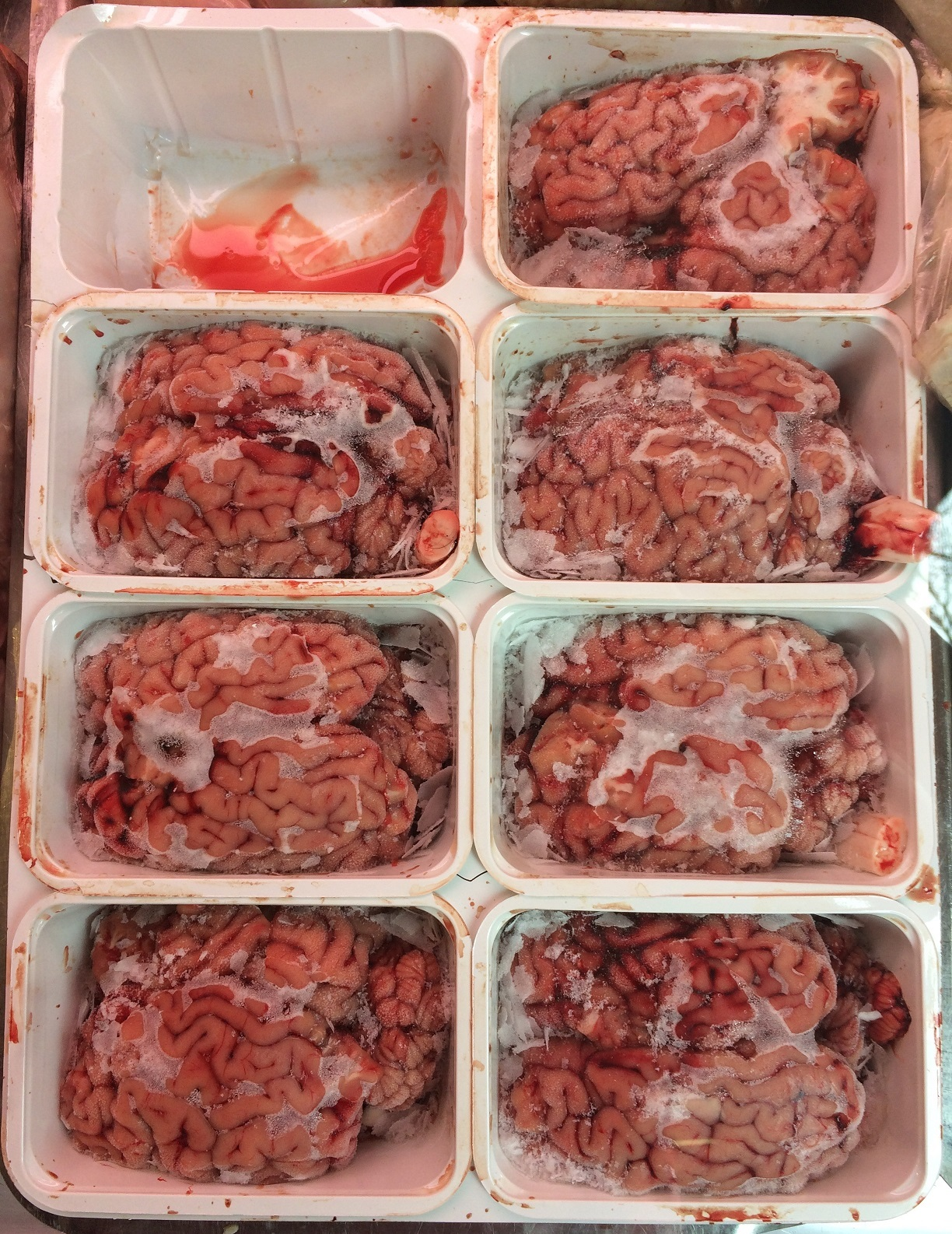
مخ العجل

مخ العجل (بالإنجليزية: Calf's brains)‏ هو من مكونات الطعام التقليدية المستخدمة في إندونيسيا والسلفادور والمغرب والمكسيك وإسبانيا وإيطاليا وفرنسا وغيرها من البلدان. ويتكون من دماغ لحوم
العجول المستهلكة. ويقدم في كثير من الأحيان مع اللسان أو مختلطة مع البيض المخفوق (طبق الإفطار التقليدية في الولايات المتحدة) ولا سيما في سانت لويس بولاية ميزوري ووادي نهر أوهايو.